# NGC 2599
NGC 2599 (другие обозначения — UGC 4458, IRAS08292+2243, MCG 4-20-67, ZWG 119.122, MK 389, KUG 0829+227A, PGC 23941) — спиральная галактика (Sa) в созвездии Рак.
Этот объект входит в число перечисленных в оригинальной редакции «Нового общего каталога».
В галактике вспыхнула сверхновая SN 1965P. Её пиковая видимая звёздная величина составила 15,7.
В галактике наблюдается повышенное ультрафиолетовое излучение, и потому её относят к галактикам Маркаряна. Причиной является всплеск звездообразования из-за взаимодействия с соседними галактиками.
Это крупная галактика обращена к Земле плашмя, благодаря этому в ней удобно наблюдать спиральный узор  и получать кривые вращения галактики. В 2015 году данные о галактике использовались для оценки модифицированной теории ньютоновской динамики, но модель показала плохое соответствие с наблюдениями.